# Геранькин, Геннадий Иванович
Геннадий Иванович Геранькин (1 августа 1936 — 7 марта 1994) — передовик советского сельского хозяйства, комбайнёр колхоза «Россия» Варненского района Челябинской области, Герой Социалистического Труда (1981).

## Биография
Родился в 1936 году в селе Успеновка Челябинской области. Русский. Детство и юношество прошло в родном селе. В 1951 году закончил 5 классов начальной школы. 
С 1951 года трудился прицепщиком на комбайне в Лейпцигской МТС Варненского района. В 1953 обучился на курсах водительскому делу и с этого же времени стал работать в колхозе "Россия" Варненского района Челябинской области. 
С 1955 по 1958 годы служил в рядах Вооружённых сил Советского Союза.
После армии вернулся работать в колхоз "Россия". Работал шофёром, но в период уборки садился за штурвал комбайна. С 1963 года основной его работой стало управление комбайном. За годы 9-й пятилетки, работая на СК-4, намолотил в среднем по 7597 центнеров зерна за год. За это достижение, лучшее в области, он был награждён орденом Ленина. 
Ещё более высоких производственных показателей он сумел добиться в десятой пятилетки, выполнив план более чем на 200%. Свыше 7000 центнеров зерна в год. В 1980 году несмотря на сложные погодные условия сумел выполнить три годовых плана, убрал около 20000 центнеров зерна. За годы 9-й и 10-й пятилетки обучил мастерству комбайнёра семерых молодых работников.  
Указом Президиума Верховного Совета СССР от 13 марта 1981 года за выдающиеся успехи и достигнутые в выполнении заданий десятой пятилетки и социалистические обязательства по увеличению производства и продажи государству продуктов земледелия и животноводства Геннадию Ивановичу Геранькину было присвоено звание Героя Социалистического Труда с вручением ордена Ленина и медали «Серп и Молот».
Член КПСС.
Жил в селе Бородиновка. Умер 7 марта 1994 года.

## Награды
За трудовые успехи был удостоен:
- золотая звезда «Серп и Молот» (13.03.1981)
- орден Ленина (13.03.1981)
- орден Ленина (23.12.1976)
- Орден Трудового Красного Знамени (15.12.1972)
- Медаль «За трудовую доблесть» (23.06.1966)
- другие медали.